# Rekarnebanken
Rekarnebanken, tidigare Rekarne Sparbank, sammanslogs 1997 med Sparbanken Sverige i Eskilstuna för att bilda Eskilstuna Rekarne Sparbank.
Då Rekarne Sparbank grundades var det en protest mot att den något äldre Eskilstuna Sparbank hade något lägre inlåningsräntor för sparare som bodde på landsbygden utanför Eskilstuna. Banken hade dock ingen koppling till Rekarne, förutom namnet.